# Viktor Pivač
Viktor Pivač –en serbio, Виктор Пивач– (18 de agosto de 1995) es un deportista serbio que compitió en remo. Ganó una medalla de bronce en el Campeonato Mundial de Remo de 2015, en la prueba de dos con timonel.

## Palmarés internacional
| Campeonato Mundial | Campeonato Mundial     | Campeonato Mundial | Campeonato Mundial |
| Año                | Lugar                  | Medalla            | Prueba             |
| ------------------ | ---------------------- | ------------------ | ------------------ |
| 2015               | Aiguebelette (Francia) | Medalla de bronce  | Dos con timonel    |